# Ronde van Italië 1927
| Eindklassement      |                     |              |
| Algemeen klassement | Alfredo Binda       | 144h 15' 35" |
| Tweede              | Giovanni Brunero    | + 27' 24"    |
| Derde               | Antonio Negrini     | + 36' 06"    |
| Vierde              | Ermanno Vallazza    | + 51' 20"    |
| Vijfde              | Giuseppe Pancera    | + 54' 29"    |
| Zesde               | Arturo Bresciani    | + 1h 10' 03" |
| Zevende             | Egidio Picchiottino | + 1h 11' 54" |
| Achtste             | Aleardo Simoni      | + 1h 32' 14" |
| Negende             | Luigi Giacobbe      | + 1h 57' 49" |
| Tiende              | Aristide Cavallini  | + 2h 05' 44" |
| (Bel)               | ... ()              | + ..' .."    |
| (Ned)               | ... ()              | + ..' .."    |
| Rode Lantaarn       | ... (80e)           | + .h ..' .." |
| Ploegenklassement   | Legnano             | ...h ..' .." |
| Tweede              | ...                 | -            |
| Derde               | ...                 | -            |

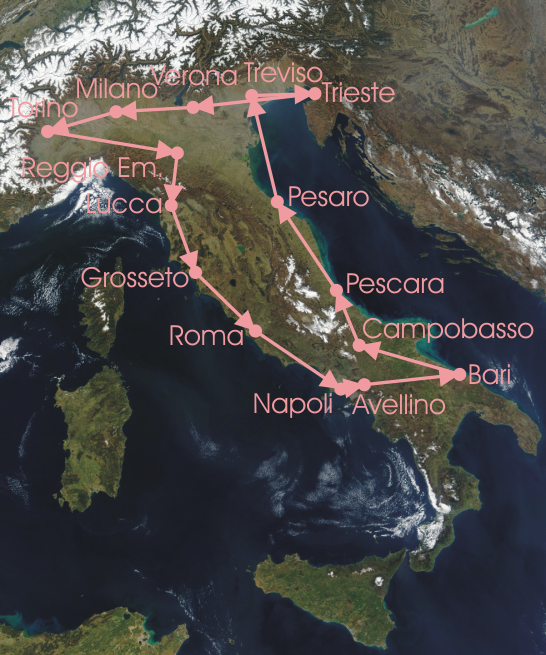
Parcours van de Ronde van Italië 1927

In 1927 ging de 15e Giro d'Italia op 15 mei van start in Milaan. Hij eindigde op 6 juni in Milaan. Er stonden 266 renners verdeeld over .. ploegen aan de start. Hij werd gewonnen door Alfredo Binda.
Aantal ritten: 15

Totale afstand: 3758 km

Gemiddelde snelheid: 26,05 km/h

Aantal deelnemers: 266

## Belgische en Nederlandse prestaties
In totaal namen er .. Belgen en .. Nederlanders deel aan de Giro van 1927.

### Belgische etappezeges
- In 1927 was er geen Belgische etappezege.

### Nederlandse etappezeges
- In 1927 was er geen Nederlandse etappezege.

## Etappe uitslagen
| Datum  | Etappe    | Parcours               | Afstand | Eerste                    | Tweede                         | Derde                          | Klassementsleider   |
| ------ | --------- | ---------------------- | ------- | ------------------------- | ------------------------------ | ------------------------------ | ------------------- |
| 15 mei | etappe 1  | Milaan - Turijn        | 288 km  | Alfredo Binda (Ita)       | Mario Bonvicini (Ita)          | Giuseppe Pancera (Ita)         | Alfredo Binda (Ita) |
| 17 mei | etappe 2  | Turijn - Reggio Emilia | 321 km  | Alfredo Binda (Ita)       | Arturo Bresciani (Ita)         | Domenico Piemontesi (Ita)      | Alfredo Binda (Ita) |
| 19 mei | etappe 3  | Reggio Emilia - Lucca  | 207 km  | Alfredo Binda (Ita)       | Domenico Piemontesi (Ita)      | Giuseppe Pancera (Ita)         | Alfredo Binda (Ita) |
| 20 mei | etappe 4  | Lucca - Grosseto       | 240 km  | Domenico Piemontesi (Ita) | Alfredo Binda (Ita)            | Giuseppe Pancera (Ita)         | Alfredo Binda (Ita) |
| 22 mei | etappe 5  | Grosseto - Rome        | 257 km  | Alfredo Binda (Ita)       | Giovanni Brunero (Ita)         | Antonio Giuseppe Negrini (Ita) | Alfredo Binda (Ita) |
| 23 mei | etappe 6  | Rome - Napels          | 256 km  | Alfredo Binda (Ita)       | Arturo Bresciani (Ita)         | Giovanni Brunero (Ita)         | Alfredo Binda (Ita) |
| 24 mei | etappe 7  | Napels - Avellino      | 153 km  | Alfredo Binda (Ita)       | Giuseppe Pancera (Ita)         | Arturo Bresciani (Ita)         | Alfredo Binda (Ita) |
| 26 mei | etappe 8  | Avellino - Bari        | 271 km  | Alfredo Binda (Ita)       | Sergio Ferrato (Ita)           | Michele Robotti (Ita)          | Alfredo Binda (Ita) |
| 27 mei | etappe 9  | Bari - Campobasso      | 243 km  | Alfredo Binda (Ita)       | Giovanni Brunero (Ita)         | Arturo Bresciani (Ita)         | Alfredo Binda (Ita) |
| 29 mei | etappe 10 | Campobasso - Pescara   | 220 km  | Alfredo Binda (Ita)       | Ermanno Vallazza (Ita)         | Antonio Giuseppe Negrini (Ita) | Alfredo Binda (Ita) |
| 30 mei | etappe 11 | Pescara - Pesaro       | 218 km  | Arturo Bresciani (Ita)    | Antonio Giuseppe Negrini (Ita) | Giovanni Brunero (Ita)         | Alfredo Binda (Ita) |
| 1 juni | etappe 12 | Pesaro - Treviso       | 305 km  | Alfredo Binda (Ita)       | Arturo Bresciani (Ita)         | Sergio Ferrato (Ita)           | Alfredo Binda (Ita) |
| 2 juni | etappe 13 | Treviso - Triëst       | 208 km  | Giovanni Brunero (Ita)    | Antonio Giuseppe Negrini (Ita) | Ermanno Vallazza (Ita)         | Alfredo Binda (Ita) |
| 4 juni | etappe 14 | Triëst - Verona        | 275 km  | Alfredo Binda (Ita)       | Arturo Bresciani (Ita)         | Michele Robotti (Ita)          | Alfredo Binda (Ita) |
| 6 juni | etappe 15 | Verona - Milaan        | 291 km  | Alfredo Binda (Ita)       | Antonio Giuseppe Negrini (Ita) | Giovanni Brunero (Ita)         | Alfredo Binda (Ita) |

 winnaars · 
roze trui · 
  puntenklassement · 
  bergklassement · 
 jongerenklassement · 
 intergiro · 
 ploegenklassement · 
 strijdlust · 
 zwarte trui
Giro d'Italia Next Gen · Giro Donne · Cima Coppi
 Belgische rozetruidragers · etappewinnaars
 Nederlandse rozetruidragers · etappewinnaars
Mannen:
1909 · 
1910 · 
1911 · 
1912 · 
1913 · 
1914 · 
1919 · 
1920 · 
1921 · 
1922 · 
1923 · 
1924 · 
1925 · 
1926 · 
1927 · 
1928 · 
1929 · 
1930 · 
1931 · 
1932 · 
1933 · 
1934 · 
1935 · 
1936 · 
1937 · 
1938 · 
1939 · 
1940 · 
1946 · 
1947 · 
1948 · 
1949 · 
1950 · 
1951 · 
1952 · 
1953 · 
1954 · 
1955 · 
1956 · 
1957 · 
1958 · 
1959 · 
1960 · 
1961 · 
1962 · 
1963 · 
1964 · 
1965 · 
1966 · 
1967 · 
1968 · 
1969 · 
1970 · 
1971 · 
1972 · 
1973 · 
1974 · 
1975 · 
1976 · 
1977 · 
1978 · 
1979 · 
1980 · 
1981 · 
1982 · 
1983 · 
1984 · 
1985 · 
1986 · 
1987 · 
1988 · 
1989 · 
1990 · 
1991 · 
1992 · 
1993 · 
1994 · 
1995 · 
1996 · 
1997 · 
1998 · 
1999 · 
2000 · 
2001 · 
2002 · 
2003 · 
2004 · 
2005 · 
2006 · 
2007 · 
2008 · 
2009 · 
2010 · 
2011 · 
2012 · 
2013 · 
2014 · 
2015 · 
2016 · 
2017 · 
2018 · 
2019 · 
2020 · 
2021 · 
2022 · 
2023 · 
2024 · 
2025
Vrouwen:
1988 · 
1989 · 
1990 · 
1991 ·
1992 ·
1993 · 
1994 · 
1995 · 
1996 · 
1997 · 
1998 · 
1999 · 
2000 · 
2001 · 
2002 · 
2003 · 
2004 · 
2005 · 
2006 · 
2007 · 
2008 · 
2009 · 
2010 · 
2011 · 
2012 ·
2013 · 
2014 ·
2015 ·
2016 ·
2017 ·
2018 ·
2019 ·
2020 ·
2021 ·
2022 ·
2023 ·
2024 ·
2025